# Losing What We Love
Losing What We Love è il quarto album in studio dei Knuckle Puck, pubblicato il 20 ottobre 2023.

## Tracce
1. A New Beginning – 2:39
2. The Tower – 3:21
3. October – 2:49
4. You & I – 3:34
5. Losing What We Love – 3:41
6. Groundhog Day – 3:37
7. Act Accordingly – 3:34
8. Out of Touch – 3:27
9. Worlds Apart – 3:18
10. Better Late – 3:12
11. Fool – 3:47

Durata totale: 36:59

## Formazione
- Joe Taylor – voce
- Kevin Maida – chitarra
- Nick Casasanto – chitarra, voce secondaria
- John Siorek – batteria
- Ryan Rumchaks – basso, cori